# Warren O. Addicott
Warren Oliver Addicott (* 17. Februar 1930 in  Fresno, Kalifornien; † 11. Juli 2009 in Oregon) war ein US-amerikanischer Geologe und Paläontologe.
Warren Addicott studierte am Pomona College mit dem Bachelor-Abschluss 1951 sowie an der Stanford University mit dem Master-Abschluss 1952 und wurde 1956 an der University of California in Berkeley in Paläontologie promoviert. Ab 1954 war er Erdölgeologe bei der General Petroleum Corporation und ab 1962 beim United States Geological Survey. Dort war er am Circum Pacific Map Project beteiligt (zeitweise als Leiter) und Experte für känozoische Mollusken und deren Verwendung in der Stratigraphie, ihre Systematik und Anwendung in der Paläoklimatologie. Er lehrte auch ab 1990 an der Southern Oregon University.
1980 war er Präsident der Paleontological Society. Er war Mitglied der American Association for the Advancement of Science und der California Academy of Sciences.